# 段晓赛
段晓赛（1975年12月—），中华人民共和国政治人物。1998年8月参加工作，1998年5月加入中国共产党。中华人民共和国政治人物。

## 生平
段晓赛大学毕业后，成为警察，历职衡阳市公安局刑侦支队见习民警、刑侦支队科员、监所管理支队副支队长、衡阳市治安拘留与收容教育所所长等职务。2009年经公开选拔成为衡阳市人力资源和社会保障局党组成员、副局长，2014年，回到故乡耒阳，出任中共耒阳市委常委、政府常务副市长，
2016年，出任中共衡山县委副书记。在任期间，因在脱贫攻坚战中作出突出贡献，2021年2月25日全国脱贫攻坚总结表彰大会上，段晓赛被授予“全国脱贫攻坚先进个人”。
2021年，升任中共衡山县委副书记、县人民政府县长。2025年出任中共涟源市委书记。